# Ginetta Calliari
Ginetta Calliari (Trento, 15 ottobre 1918 – Vargem Grande Paulista, 8 marzo 2001) è stata una scrittrice italiana.
Fu una delle prime collaboratrici di Chiara Lubich, ed ha contribuito in modo rilevante allo sviluppo del Movimento dei Focolari in Brasile

## Biografia
Nacque a Trento quando la città faceva ancora parte della Contea austro-ungarica di Tirolo.
Nel 1944 aveva conosciuto Chiara Lubich, che l'avrebbe poi inviata nel novembre del 1959 in Brasile, per iniziare lì la diffusione del Movimento dei Focolari.. Giunta nel porto di Recife (dove vennero in seguito fondati i primi due centri) con un gruppo di altri "focolarini" diede inizio alla prima diffusione del movimento fuori dai confini europei. Negli anni settanta, ottanta e novanta, per incrementare la diffusione del Movimento percorse tutto il Brasile, dopo aver visitato in precedenza Nord Italia, Germania, Austria, Francia e Svizzera.
È stata tra i pionieri dell'movimento Economia di comunione (EdC) ed ha dato un contributo determinante per la nascita del primo Polo industriale delle aziende gestite secondo i principi dell'EdC. Ha scritto diversi libri in portoghese, tradotti anche in italiano, francese, tedesco, spagnolo e olandese, e adottati in alcune scuole.
È morta l'8 marzo 2001 a Vargem Grande Paulista, dove le è stata dedicata la sede locale del movimento dei Focolari "Mariàpolis Ginetta". L'8 marzo 2007 si è aperto il processo di beatificazione. Nel 2009 le è stato dedicato il libro Partono i bastimenti .... Vita di Ginetta Calliari, di Matilde Cocchiaro.